# 際華集團
際華集團股份有限公司，簡稱際華集團股份，以及際華集團（上交所：601718），在2009年6月28日由新兴际华集团有限公司，和新兴发展集团有限公司共同設立。
現時業務在國內經營服装鞋帽、轻纺印染、制革装具、橡胶制品的生产和销售；医药、化工、资源开发的投资与管理；实业投资与管理；商贸、物流项目的投资与管理；进出口业务、技术开发、技术服务及管理咨询。
而股份則在2010年8月16日於上海證券交易所主板上市。董事長為沙鳴，總經理為何可人。北京市丰台区南四环西路188号十五区6号楼為主要總部。